# Harold Barlow
Harold Everard Monteagle Barlow FRS (Islington, 15 de novembro de 1899 — 20 de abril de 1989) foi um engenheiro britânico.
Filho de Leonard Barlow, um engenheiro elétrico. Estudou na University College London onde, excluindo os anos durante a Segunda Guerra Mundial (qundo serviu no Royal Aircraft Establishment, Farnborough), trabalhou a maior parte de sua vida. Foi supervisionado por John Ambrose Fleming, ocupante da cátedra Pender, da qual também foi catedrático, ocupando também o cargo de chefe do departamento. Barlow foi orientador de doutorado de Charles Kao, laureado com o Nobel de Física de 2009.